# Frank Grillo
Frank Grillo, född 8 juni 1965 i New York, är en amerikansk skådespelare.
Han är känd för bland annat rollen som Nick Savrinn i första säsongen av Prison Break. Frank Grillo spelade sedan rollen som "Mr. Pig" i dramaserien The Kill Point, som sändes under sommaren 2007. Han spelade även Jimmy i CSI: New York-avsnittet "The Things About Heroes".
Han gifte sig med sin första fru Kathy år 1991, och skildes 1998. De har en son som föddes 1997. Han är numera gift med skådespelaren Wendy Moniz, med vilken han har tre söner.

## Filmografi (urval)
- 1992 – The Mambo Knights
- 1996 – Deadly Charades
- 2002 – Snygg, sexig och singel
- 2002 – Minority Report
- 2003 – April's Shower
- 2005–2006 – Prison Break (TV-serie)
- 2007 – The Kill Point (TV-serie)
- 2007 – CSI: New York, avsnitt The Things About Heroes (gästroll i TV-serie)
- 2008 – Pride and Glory
- 2009 – Olhos Azuis
- 2010 – Edge of Darkness
- 2010 – My Soul to Take
- 2011 – Warrior
- 2011 – The Grey
- 2012 – Lay the Favorite
- 2012 – End of Watch
- 2012 – Disconnect
- 2012 – Zero Dark Thirty
- 2013 – Collision
- 2013 – Mary and Martha
- 2013 – Homefront
- 2014 – Captain America: The Winter Soldier
- 2014 – The Purge: Anarchy
- 2014 – Kingdom (TV-serie)
- 2015 – Demonic
- 2015 – Big Sky
- 2016 – Captain America: Civil War
- 2016 – Jekyll Island
- 2016 – The Purge: Election Year
- 2017 – The Crash
- 2017 – Wheelman
- 2017 – Beyond Skyline
- 2018 – Reprisal
- 2018 – Donnybrook
- 2019 – Avengers: Endgame
- 2024 – Tulsa King (TV-serie)